# Amfiteatr morenowy
Amfiteatr morenowy – nieckowata forma ukształtowania terenu. Jest otoczona z trzech stron przez wały morenowe. Powstaje w miejscu, gdzie znajdują się najbardziej wysunięte części lodowca - język albo lob.